# Elias Volan
Elias Karelius Johansen Volan (født 10. marts 1887 i Inderøy, Trøndelag, død 26. december 1974) var en norsk politiker.
Elias Volan blev faglig organiseret i 1905 og arbejdede først som anlægsarbejder. I 1913 blev han valgt ind i Norsk Arbejdsmandsforbunds bestyrelse og var samtidig aktiv i Fagoppositionen af 1911. I 1918 blev han formand i Arbejdsmandsforbundet og markerede dermed «den nye retnings» fremgang i fagbevægelsen. To år senere blev han næstformand i Arbejdernes faglige Landsorganisation, og fra 1923 til 1927 var han formand for det nystiftede Bygningsarbejderforbund. 
Ved partisplittelsen i 1923 fulgte Volan NKP og var der medlem af hovedbestyrelsen. I 1928 blev han formand for Arbeiderklassens Samlingsparti – NKP's modstykke til samlingen mellem Arbeiderpartiet og Norges Socialdemokratiske Arbeiderparti. I 1929 blev han sammen med Hans Aas ekskluderet af LO-sekretariatet og optrådte udadtil som NKP's vigtigste repræsentant for den nye faglige politik. Især ved forberedelserne til stiftelsen af den revolutionære fagopposition. 
Volan kom imidlertid stadig stærkere i konflikt med NKP og sluttede sig i november 1929 til Arbeiderpartiet. Frem til 1934 var han atter medlem af LO-sekretariatet, men han blev ikke genvalgt på kongressen i 1934. 
Efter 1934 gjorde han en stor indsats for at få udbygget fagbevægelsen i Nordnorge, og fra 1938 til 1953 var han atter sekretariatsmedlem. I 1940 var Volan i en kortere periode fungerende LO-formand.